# Acacia acanthoclada
Acacia acanthoclada é uma espécie de leguminosa do gênero Acacia, pertencente à família Fabaceae.